# Łystopad
Łystopad (pol. Listopad) – grupa literacka ukraińskich pisarzy i poetów, działająca we Lwowie w latach 1928–1931.
W jej skład wchodzili: R. Drahan, W. Kowalczuk, Bohdan Krawciw, Anatol Kurdydyk, Stepan Łenkawśkyj, R. Olhowycz, Jewhen Pełenśkyj, Ż. Procyszyn,  Wołodymyr Janiw i Iwan Czerniawa. Grupa wydawała czasopismo "Literaturno-naukowyj wisnyk", jak również wydała almanach "Litawry".